# Racing Club Bobo
Il Racing Club Bobo è un club di calcio burkinabé di Bobo-Dioulasso.

## Storia
Nato nel 1949 dalla fusione Unione Spoertive Bobo-Doioulasso e Union Sudanaise Bobo-Dioulasso. L'USB era il successore del Togo Daho Bobo Dioulasso creato nel 1935, la prima squadra creata nella zona dell'attuale Burkina Faso. Il suo quartier generale è nella zona di Diarradougou (una zona di Bobo-Dioulasso) e i giocatori sono soprannominati le pantere di Diarradougou. È il vincitore dell'ultima edizione della coppa del Burkina Faso, è stato il primo club di Mamadou Zongo uno dei migliori giocatori del paese.

## Palmarès

### Competizioni nazionali
- Campionato del Burkina Faso: 4

1972, 1996, 1987, 2015
- Coppa del Burkina Faso
  - Vincitore: 1961, 1962, 1984, 1987, 1995, 2007, 2014
  - Finalista: 1994, 2006

### Altri piazzamenti
- Campionato del Burkina Faso:

Terzo posto: 2011-2012